# Saut de cheval
 (juillet 2021).
Si vous disposez d'ouvrages ou d'articles de référence ou si vous connaissez des sites web de qualité traitant du thème abordé ici, merci de compléter l'article en donnant les références utiles à sa vérifiabilité et en les liant à la section « Notes et références ».

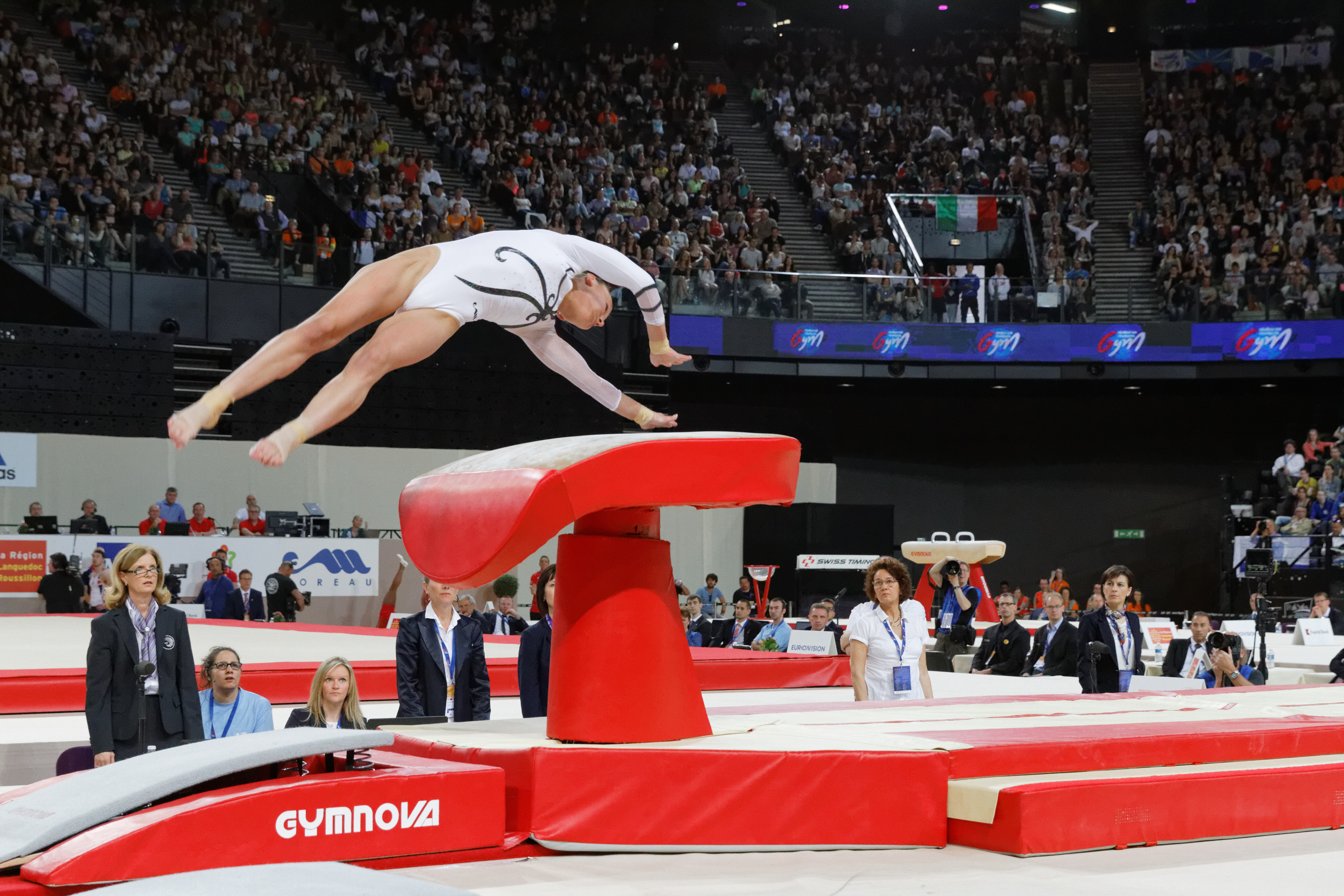
Maria Paseka à l'attaque de son saut aux championnats d'Europe de gymnastique artistique 2015.

Le saut de cheval (ou table de saut) est un agrès de gymnastique artistique de 1,35 mètre de hauteur pour les hommes et 1,25 mètre pour les femmes et 40 cm de profondeur. L'engin est commun à la gymnastique artistique féminine et masculine.

## Généralités

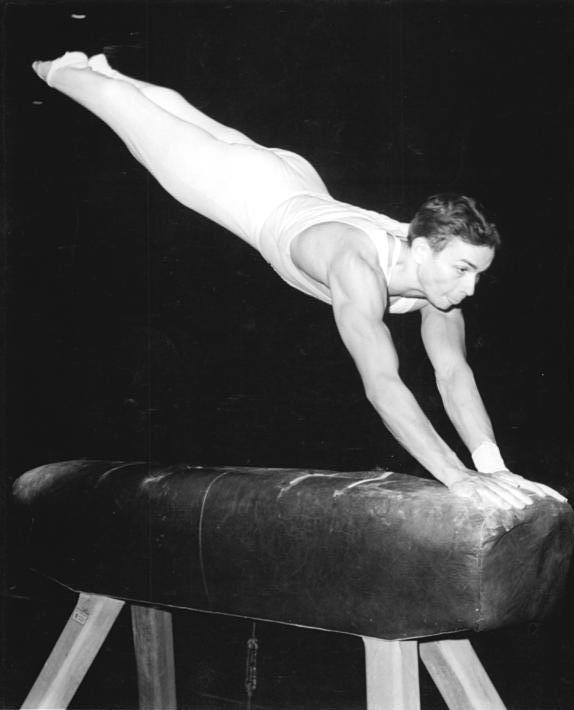
Ancien cheval utilisé en compétition de façon longitudinale chez les garçons jusqu'en 2001.

L'agrès est franchi après une course de 25 mètres maximum et un mouvement d'impulsion sur un tremplin. À la suite de la pose de mains, le ou la gymnaste effectue des figures acrobatiques jusqu'à la réception. Une figure peut aussi contenir des éléments effectués avant la pose des mains, voire avant l'impulsion sur le tremplin, en toute fin de course.
Jusqu'en 2001, l'agrès avait une forme différente et était franchi de manière transversale pour les filles et longitudinale pour les garçons. Lors des championnats du monde 2001 à Gand, un nouvel équipement, appelé « table de saut », a été utilisé pour la première fois à la place du cheval traditionnel. Cette table de saut permet d'assurer une meilleure sécurité aux gymnastes, en leur permettant en même temps d'exécuter d'une manière optimale les difficultés techniques des sauts complexes. Depuis ces changements, le matériel ne diffère pas chez les filles et les garçons car il s'agit de la même table de saut. Seule différence, la table est réglée à 1,35 m pour les garçons et 1,25 m chez les filles.

## Notation
En plus des pénalités générales précisées par le code de pointage, il existe au saut des pénalités spécifiques à l'agrès : la réception désaxée. Des marques sur le tapis de réception permettent aux juges de retirer une certaine pénalité selon l'emplacement des pieds.

## Étapes d'exécution

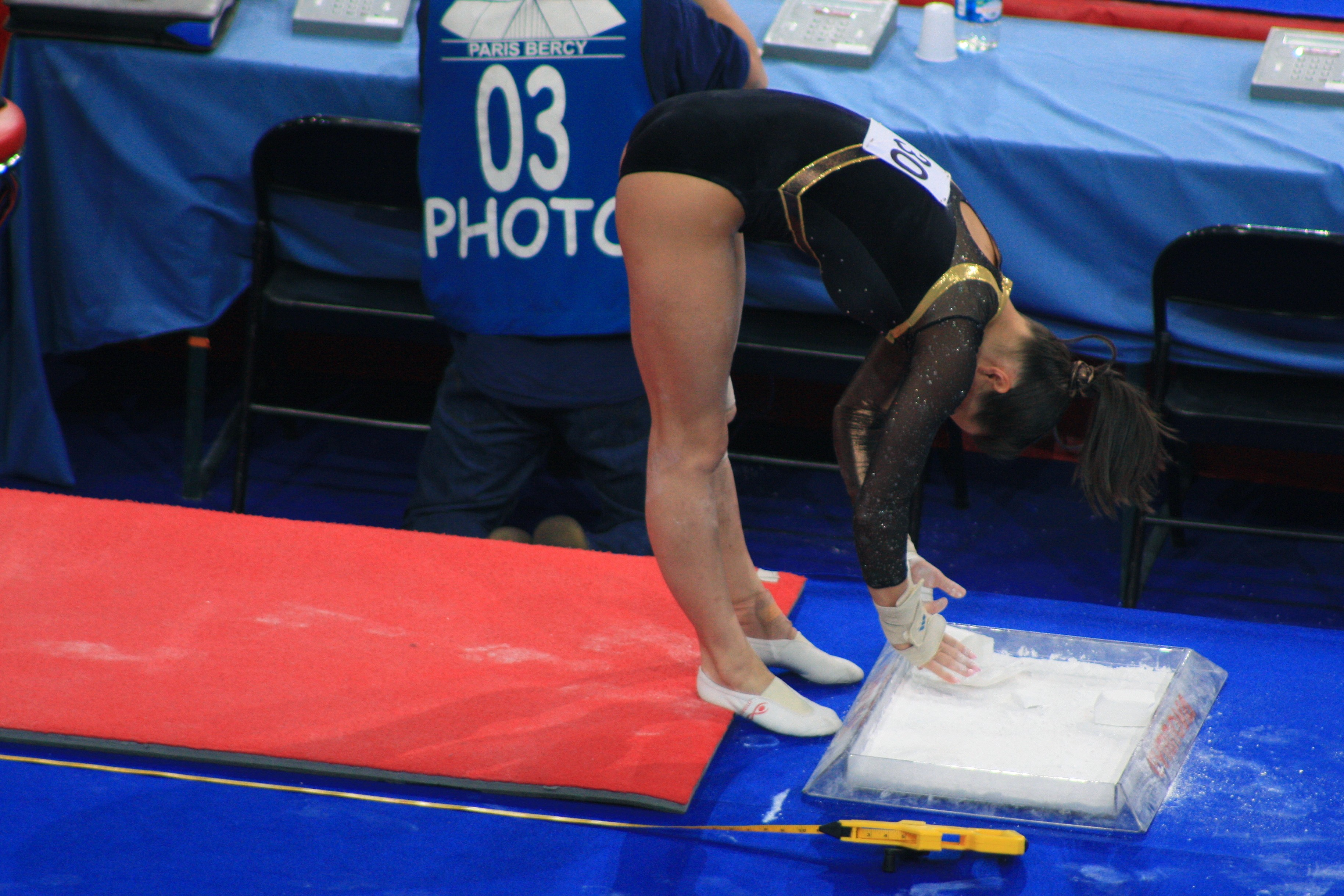
Préparation avec de la magnésie.
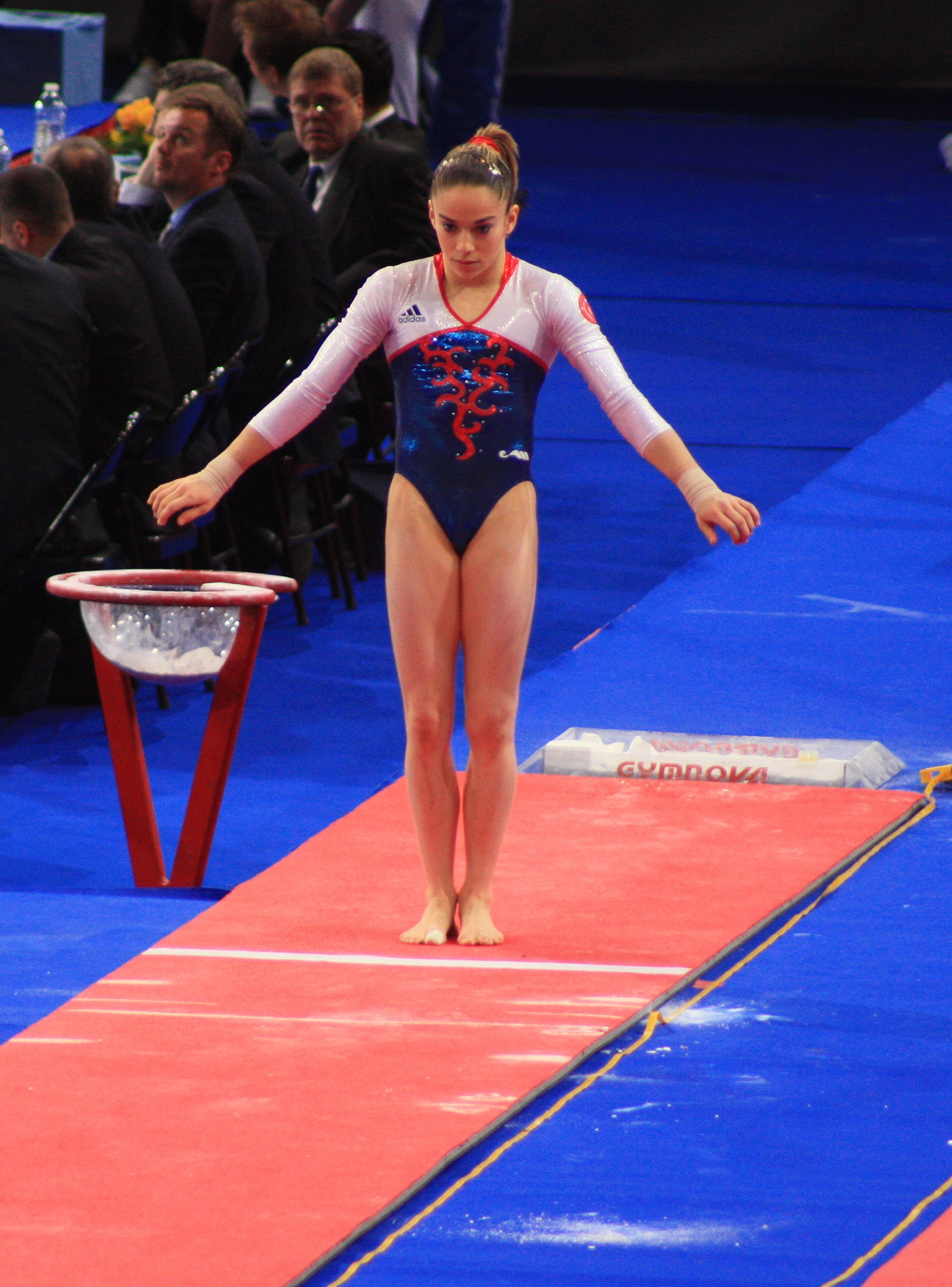
Concentration avant la prise d'élan.
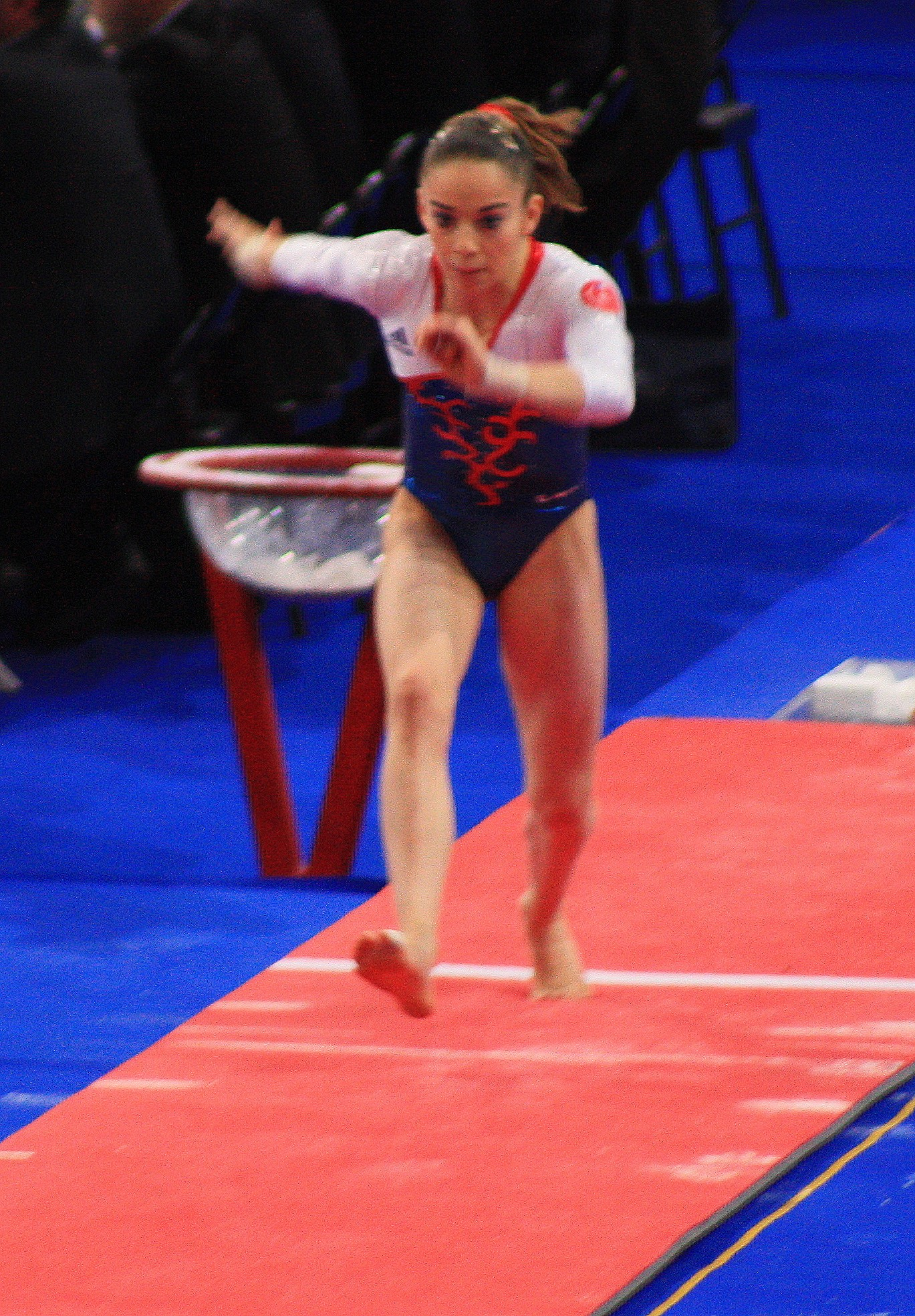
Début de la course d'élan.
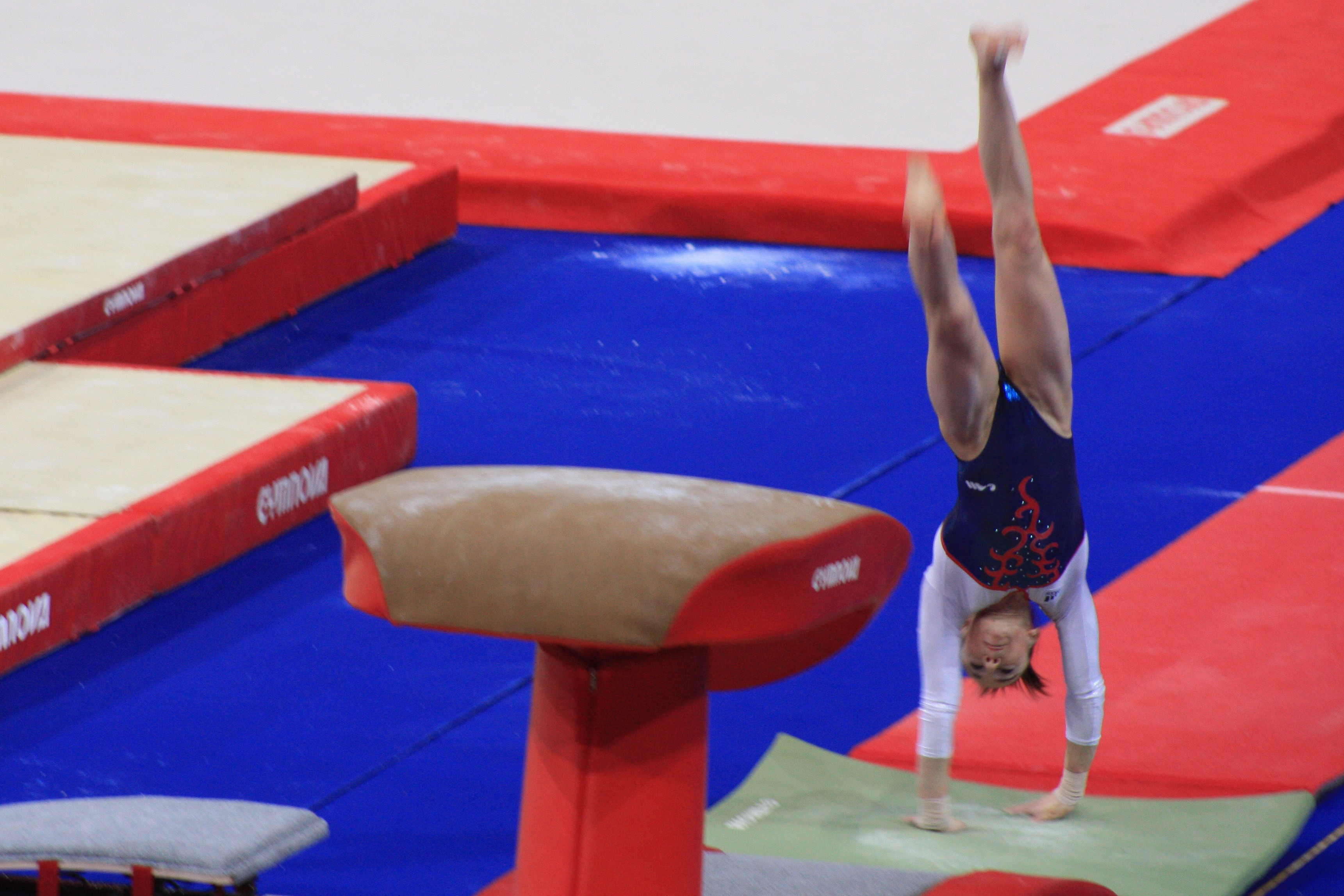
Pose des mains au sol avant l'impulsion sur le tremplin.
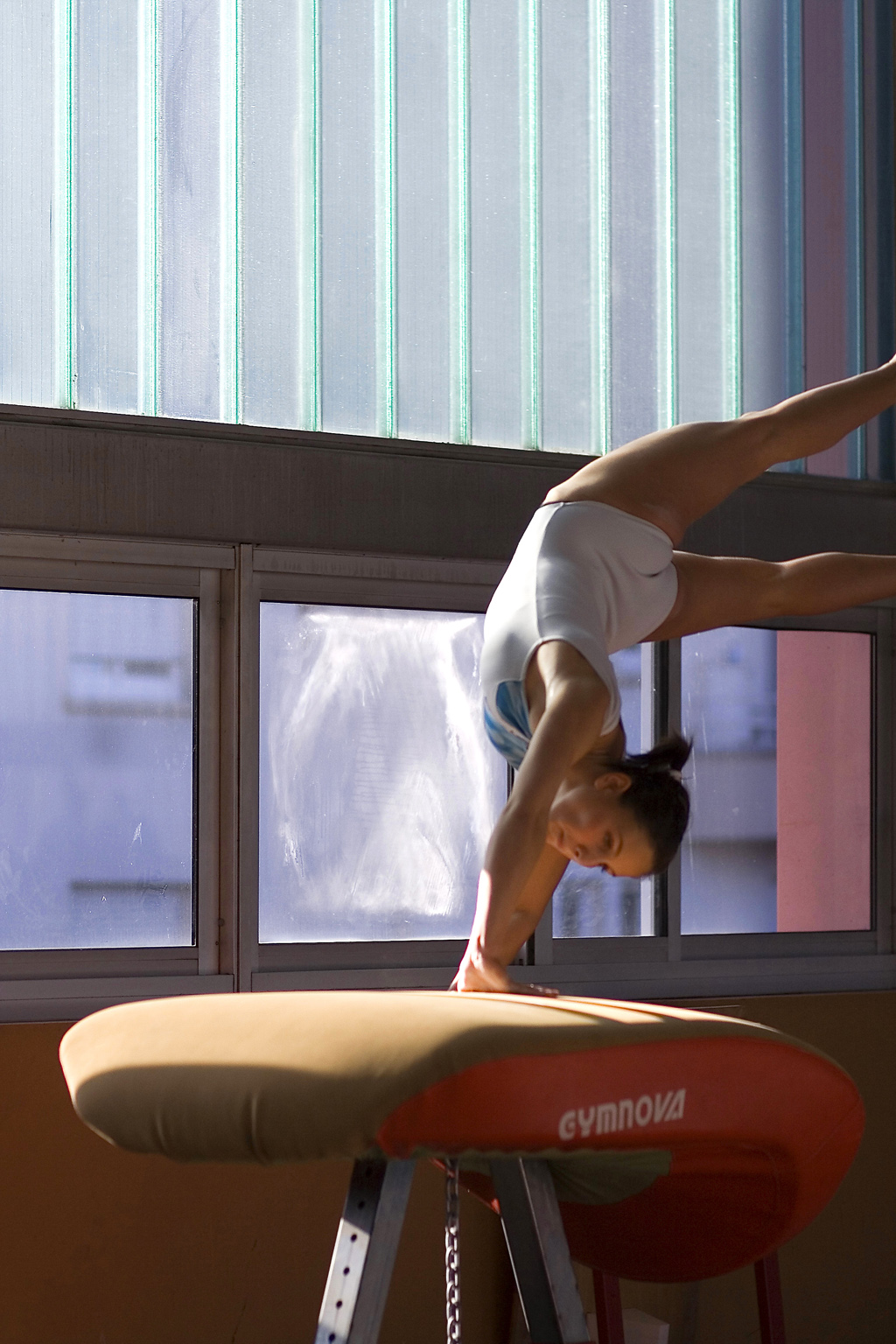
Après une course d'élan, prise de contact avec les mains.
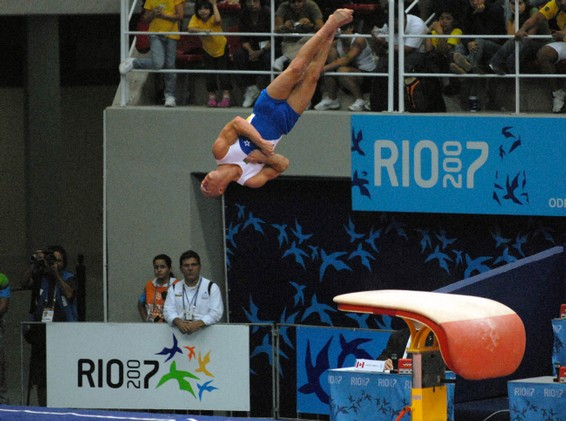
Exécution d'une figure acrobatique.
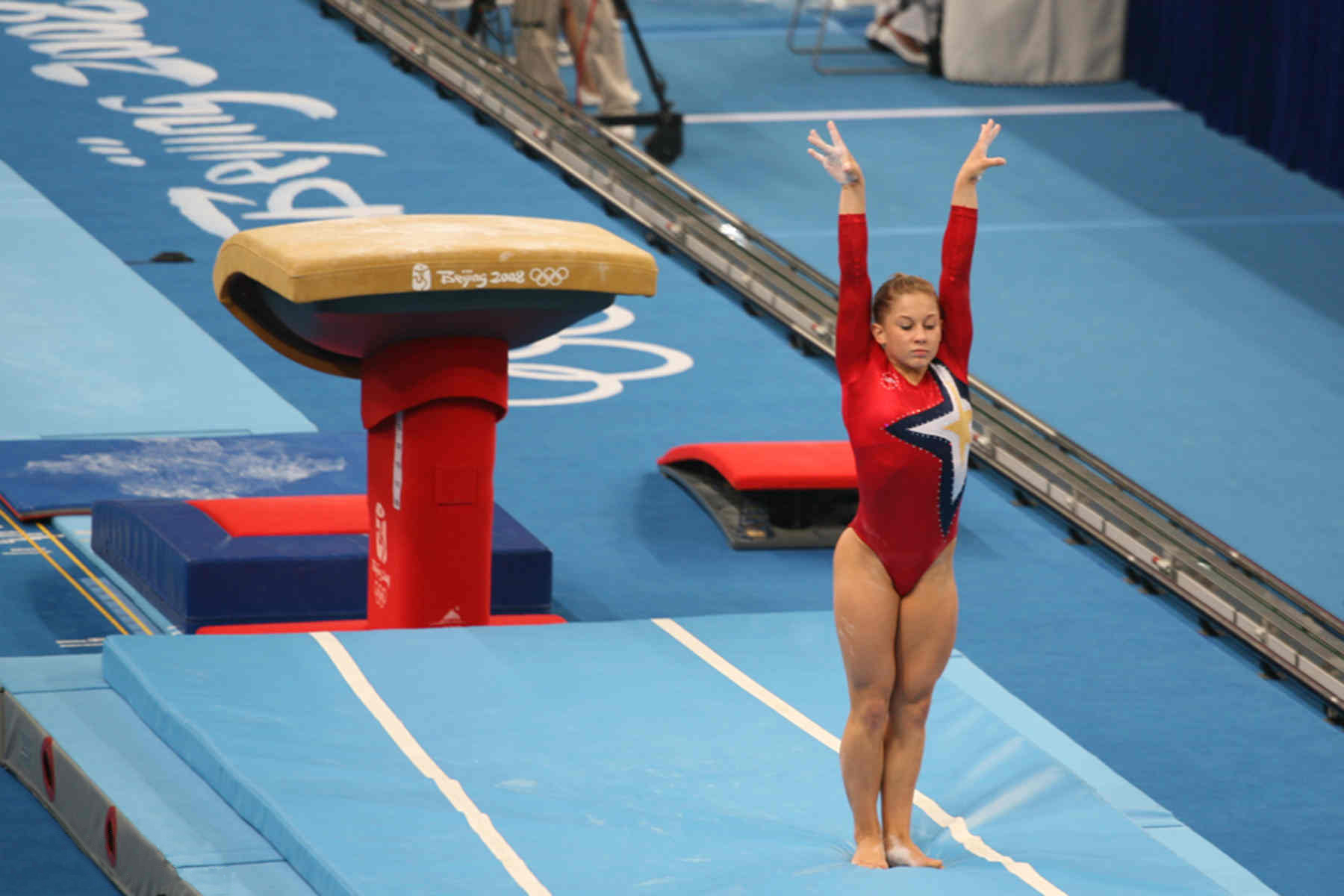
Réception finale.
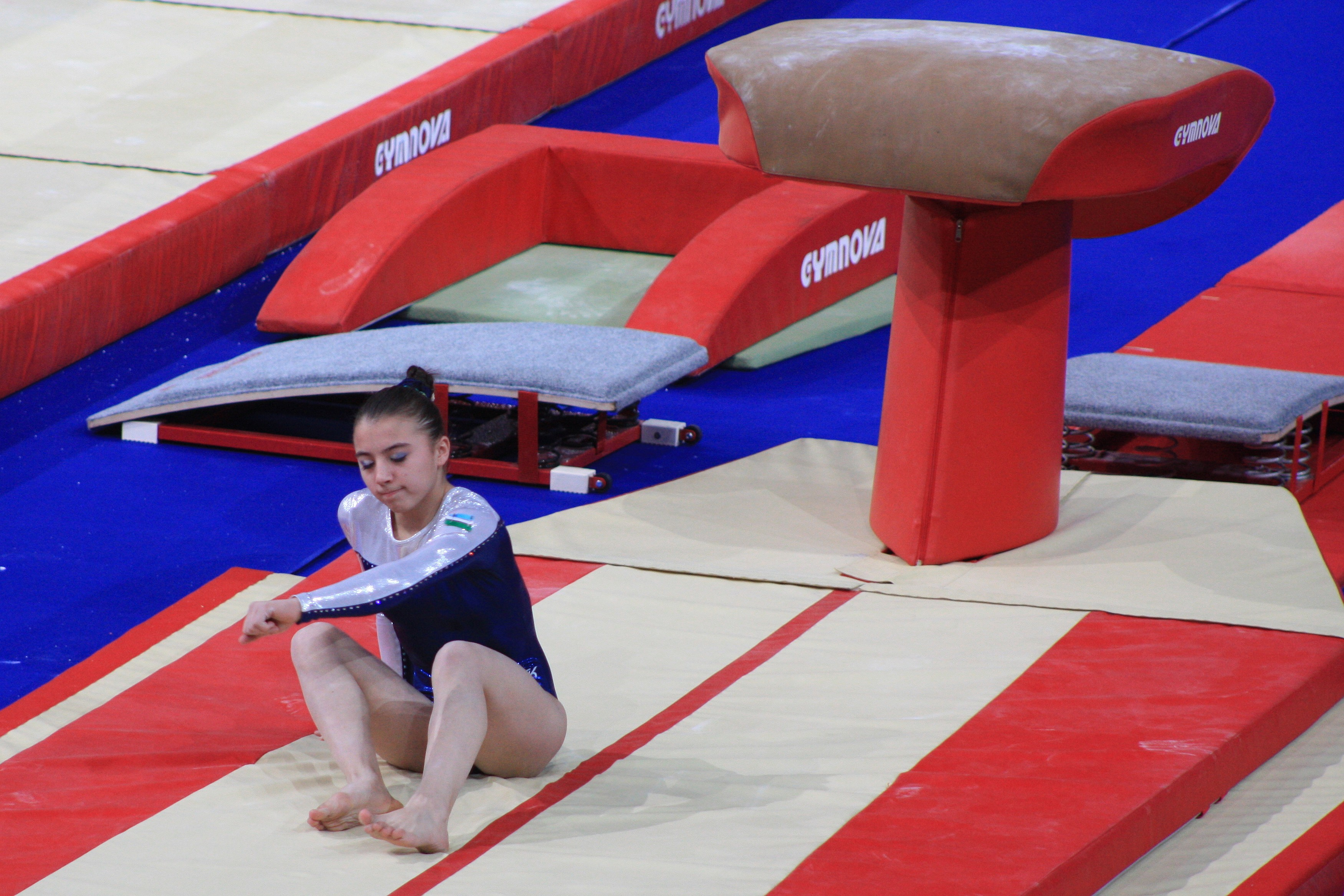
Chute en cas de mauvaise réception.